# Karl-Heinrich Büchsel
Karl-Heinrich Büchsel (* 1922 in Schweicheln; † 2009 in Wolfenbüttel) war ein deutscher Kirchenmusiker und Komponist.

## Leben
Karl-Heinrich Büchsel erhielt seinen ersten Orgelunterricht von Martin-Günther Förstemann und Klavierunterricht bei Werner Tell. 1941 begann er ein Theologiestudium in Bethel und Erlangen, das er nach kurzer Zeit jedoch wieder abbrach. Nach einer Beschäftigung als Kantor und Jugendleiter in Ibbenbüren, absolvierte er erfolgreich ein Studium an der Landeskirchenmusikschule Herford und der Hochschule für Musik in Köln. Im Anschluss nahm er von 1955 bis 1962 eine Tätigkeit als Kantor an St. Maria zur Wiese (Soest) auf. 1962 wurde er zum Landeskirchenmusikdirektor der Braunschweiger Ev.-luth. Landeskirche erhoben und behielt diese Position bis zu seinem Ruhestand 1987.
Neben der Position als Landeskirchenmusikdirektor wirkte er als Organist an St.-Trinitatis-Kirche (Wolfenbüttel) und leitete Chöre, zunächst am Braunschweiger Dom, dann an St. Magni (Braunschweig) und parallel dazu in Wolfenbüttel seinen Jugendchor, die Jugendkantorei.   
Nach seiner Pensionierung 1987 wirkte er noch 13 Jahre als Kantor an der St.-Pankratius-Kirche in Hankensbüttel.   
Karl-Heinrich Büchsel widmete sich auch intensiv dem Komponieren. Seine Werke umfassen Chormusik, Motetten sowie Sätze geistlicher und weltlicher Art. Er schuf drei Oratorien, viele Orgelwerke und Kammermusik. Er gründete die Singwoche, einen Verein zur Förderung kirchlicher Chorarbeit.

## Veröffentlichungen (Auswahl)
- 42 Orgelstücke für den Gottesdienst.
- Chorheft Westfalen, Chorbuch.

## Werke (Auswahl)
- Lukanischer Lobgesang. Für einen vierstimmigen gemischten Chor.
- Der kleine Igel. Für einen Kinderchor und drei Blockflöten oder drei Violinen.
- Dona nobis pacem. Für einen vier- oder mehrstimmig gemischten Chor.